# Griffin (Georgia)
Griffin – miasto w środkowej południowo-wschodniej części Stanów Zjednoczonych, w stanie Georgia. Ośrodek administracyjny hrabstwa Spalding. Położone 65 km na południe od stolicy stanu Atlanty.

## Historia
Oficjalnie zostało założone 28 grudnia 1843 roku. Jednak jego powstanie miało miejsce kilka lat wcześniej. Zostało założone przez generała Lewis Lowrence Griffin'a na jego prywatnym terenie zakupionym w tym celu. Był on jednym z właścicieli kompanii kolejowej Monroe Railroad’s budującej linię Północ-Południe z Macon do Chattanooga w Tennessee. W planach było przedłużenie jej do portowego Savannah i budowa linii Wschód – Zachód rozpoczynającej się w Augusta. Planowane przecięcie linii miało mieć miejsce właśnie w miejscu którego tereny zakupił Griffin. Po zakupie podzielił obszar, określił przeznaczenie działek (zaplanował m.in. 6 kościołów, 2 szkoły i plac defilad) a następnie zaczął je sprzedawać. Jednak kryzys ekonomiczny jaki wtedy nastąpił spowodował zmianę planów, linia wschód – zachód nie powstała a północ – południe po przejściu przez Griffin zakończono już w Marthasville (późniejsza Atlanta). Mimo odwrócenia się koniunktury w późniejszych latach, miasto nie rozwijało się tak szybko jak znajdująca się na północ Atlanta, do której w późniejszych latach dotarła linia kolejowa z Augusty.

## Klimat
Miasto leży w strefie klimatu umiarkowanego, subtropikalnego, z gorącym latem, o opadach równomiernie rozłożonych w roku, należącego według klasyfikacji Köppena do strefy Cfa. Średnia temperatura roczna wynosi 17,4°C, a opady 1264,9 mm (w tym do 2,8 cm opadów śniegu). Średnia temperatura najcieplejszego miesiąca - lipca wynosi 26,3°C, najzimniejszego - stycznia 7,9°C, podczas gdy rekordowe temperatury wynoszą odpowiednio 42,2°C i -18,3°C. Na klimat Griffin decydujący wpływ ma sąsiedztwo Oceanu Atlantyckiego, choć wchodzące na tereny południa USA huragany znad Zatoki Meksykańskiej zwykle nad środkową Georgią mają już status tropikalnych sztormów.

## Ludność

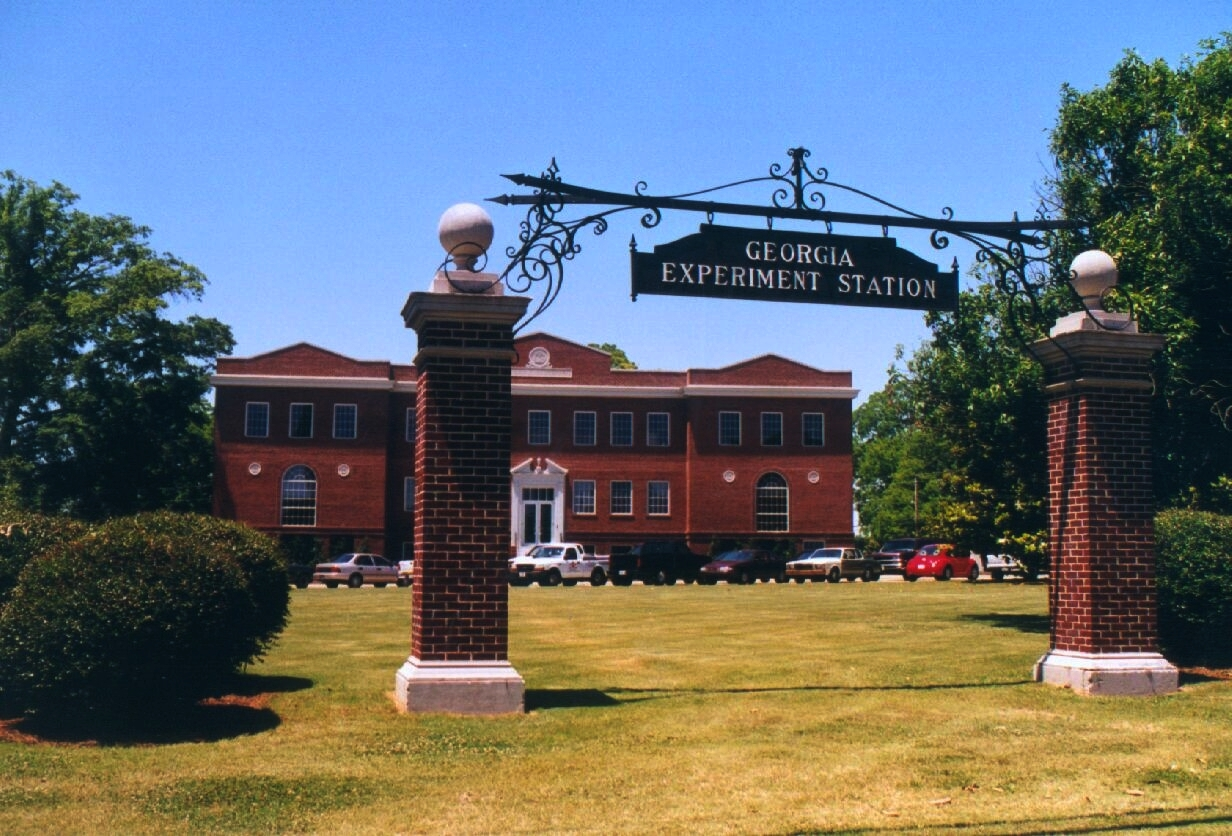
Symboliczna brama wejściowa na campus UGA w Griffin

Miasto w 2010 roku liczyło 23 643 mieszkańców, z czego 52,2% to ludność rasy czarnej, 42,8% rasy białej, 4,0% latynosów (w tym 2,7 pochodzenia meksykańskiego), 1,1 azjatyckiego oraz 0,3% Indian.

## Gospodarka i edukacja
W Griffin znajdują się niewielkie zakłady tekstylne a także związane z przemysłem gumowym i motoryzacyjnym. Jest także zlokalizowany college techniczny (Griffin Technicl College) oraz stacja doświadczalna University of Georgia największego uniwersytetu w Georgii i jednego z największych w USA.

## Urodzeni w Griffin
- Henry „Doc” Holliday – rewolwerowiec i hazardzista